# Forum voor de Vooruitgang en Ontwikkeling van Zuid-Amerika
Het Forum voor de Vooruitgang en Ontwikkeling van Zuid-Amerika (Spaans: Foro para el Progreso y Desarrollo de América del Sur, PROSUR; Portugees: Fórum para o Progresso e Desenvolvimento da América do Sul, PROSUL) is een Zuid-Amerikaanse organisatie met het doel de taken van Unie van Zuid-Amerikaanse Naties over te nemen.
Het initiatief werd genomen door Sebastián Piñera en Iván Duque, de presidenten van Chili en Colombia. Piñera kondigde het forum op 14 januari 2019 aan als "een Zuid-Amerikaans coördinatiemechanisme voor openbaar beleid, ter verdediging van de democratie, de scheiding der machten, de markteconomie, de sociale agenda, met duurzaamheid en met gepaste toepassing". Volgens Piñera, op 18 februari 2019, staat het nieuwe forum open voor alle Zuid-Amerikaanse landen die aan twee vereisten voldoen: volledige werking van de rechtsstaat en volledig respect voor vrijheden en mensenrechten".
Na zijn aantreden in 2022, schortte president Gabriel Boric begin april 2022 het lidmaatschap van Chili van het forum op. Een maand eerder, op 27 februari 2022, werd Suriname lid.